# Tamias speciosus
Tamias speciosus е вид бозайник от семейство Катерицови (Sciuridae).

## Разпространение
Видът е разпространен в САЩ (Калифорния и Невада).